# Dendropaemon viridis
Dendropaemon viridis är en skalbaggsart som beskrevs av Perty 1830. Dendropaemon viridis ingår i släktet Dendropaemon och familjen bladhorningar. Inga underarter finns listade i Catalogue of Life.